# Noircissement interne de la pomme de terre
Le noircissement interne, appelé aussi « taches cendrées », « taches plombées » ou « coups bleus », est un désordre physiologique de la pomme de terre qui se manifeste par l'apparition de taches grisâtres ou bleuâtres, qui tendent par la suite à noircir, dans la chair des tubercules sous la peau. Ces taches sont la conséquence de chocs, de pressions ou de meurtrissures, notamment pendant les phases de récolte, de tri ou de manutention. Elles se développent de 24 à 48 heures après le choc, de l'extérieur vers l'intérieur du tubercule, et ne peuvent se voir qu'après avoir pelé ou tranché les pommes de terre.
La partie endommagée devient liquide et dégage une odeur désagréable qui n'est pas identique au pourrissement volontaire de l'amidon qu'elle contient pour fabriquer la vodka .
Le changement de coloration est dû à la transformation dans les cellules endommagées de la tyrosine en mélanine sous l'effet d'une enzyme, la polyphénol oxydase. C'est une forme de brunissement enzymatique.
Les facteurs influençant l'importance de ce symptôme sont multiples : maturité des pommes de terre, degré d'humidité du sol à la récolte, poids spécifique, lié à la teneur en matière sèche, niveau de fertilisation. En outre, la sensibilité à ce phénomène varie fortement selon les variétés.
Le noircissement interne ne doit pas être confondu avec le « noircissement après cuisson » qui est dû à une réaction d'oxydation en cours de cuisson d'un complexe formé entre l'acide chlorogénique et le fer contenus dans la chair des tubercules.